# Encoded Archival Description
EAD (ang. Encoded Archival Description) DTD – standard zapisu informacji o zasobach archiwalnych, przede wszystkim jako inwentarzy archiwalnych. Standard, zgodny z ISAD(G) jest rozwijany od 1993 r. w Stanach Zjednoczonych przez środowiska uniwersyteckie oraz Stowarzyszenie Amerykańskich Archiwistów. Główną instytucją odpowiedzialną jest obecnie Biblioteka Kongresu USA. Standard stosują m.in. największe archiwa w USA oraz w krajach Unii Europejskiej. 
Polska wersja EAD ukazała się w 2008 r., a jej autorami są Andrzej Klubiński i Wojciech Woźniak.
Format EAD był początkowo opracowywany w języku SGML. Od 2002 r. dostępna jest też wersja w XML. 